# György Lázár
György Lázár (15. září 1924 Isaszeg – 2. října 2014 Budapešť) byl maďarský komunistický politik. V letech 1975–1987 byl premiérem (předsedou rady ministrů) Maďarska. V letech 1970–1973 byl ministrem práce, 1973–1975 náměstkem předsedy vlády a předsedou plánovacího úřadu (obdoba československé Státní plánovací komise). Od roku 1970 byl členem ústředního výboru Maďarské socialistické dělnické strany, která byla hegemonní silou režimu. V čele vlády ho v éře perestrojky nahradil Károly Grósz.